# Cocineros al límite
Cocineros al límite fue un reality show de cocina transmitido por el canal de cable Utilísima y producido por Fox Telecolombia. Su primera temporada se emitió desde el 14 de noviembre del 2010 hasta el 6 de febrero del 2011, con un total de 13 episodios, arrojando como ganador a Luciano Riotti, de Argentina, participante perteneciente al Equipo Rojo.

Los trece participantes se dividen en dos grupos de siete, el Equipo Azul y el Equipo Rojo, teniendo como mentores a Jorge Rausch y Mark Rausch, respectivamente, cocineros con una larga trayectoria reconocida a nivel internacional. Del mismo modo, son evaluados de manera general por Silvia Gast, una especialista con una trayectoria que incluye experiencia en hotelería, restaurantes y servicios de cáterin.

La presentación del programa, durante la primera temporada, estuvo a cargo de Elodia Porras, quien no fue llamada para presentar la segunda temporada debido a sus excentricidades, así que de este modo el papel de presentadora de la segunda temporada recayó en las manos de la colombiana Johana Moreno.

La segunda temporada de Cocineros al límite, tuvo su primera emisión el 18 de septiembre del 2011.

La tercera temporada también contó con 13 episodios, comenzando sus transmisiones el 18 de noviembre de 2012, finalizando el 10 de febrero de 2013.

## Argumento
Cocineros al límite es un reality show, cuyos participantes son cocineros de toda América Latina, quienes compiten por hacerse acreedor de un Master de Cocina en la prestigiosa escuela Le Cordon Blue, en Perú. A lo largo de 13 episodios, cada participante se jugarán su puesto en el programa. En cada emisión se les presenta un reto a ambos equipos, el Equipo Azul y el Equipo Rojo (liderados por Jorge y Mark Rausch, respectivamente), en donde cada equipo debe dar lo mejor de sí para hacerse vencedores y, por lo tanto, evitar que uno de sus miembros sea eliminado.

El jurado está compuesto por Silvia Gast, de manera general y permanente, y con dos personas más con reconocida trayectoria en el mundo gastronómico, estando entre ellos, en la segunda temporada, Aquiles Chávez, Aarón Sánchez, entre otros.

## Mentores

### Jorge Rausch
Economista de la Universidad de los Andes y de la Universidad de Bar-llan, en Israel. Mientras estudiaba dicha carrera, descubrió su pasión por la cocina, entró, entonces, en la Tante Marie School of Cookery, en Inglaterra. Ha trabajado con los mejores chefs del mundo, como el inglés Raymond Blanc, y ha estado en los mejores restaurantes. En el año 2006, el crítico gastronómico Kendon McDonald lo nombró como el mejor chef del año.

Como mentor es disciplinado y no le gusta perder.

### Mark Rausch
Estudió Administración Hotelera en el Externado de Colombia y cocina en The Pacific Institute of Culinary Arts, en Canadá, en donde trabajo en los mejores restaurantes de Vancouver. Allí descubrió su pasión por la pastelería, trabajando durante tres años con el reconocido chef Jean Pierre Sánchez, en el Hotel Delta Pinnacle. Actualmente maneja su propio negocio, Rausch Patissierie y es administrador hotelero de la Universidad Externado de Colombia.

Como mentor no tolera errores y exige velocidad y precisión.

## Jurado
El jurado en Cocineros al límite está compuesto por reconocidos chefs. Tiene como jurado estable a Silvia Gast y, en la segunda temporada, cuenta con la participación en el jurado de cocineros reconocidos internacionalmente.

### Silvia Gast
Silvia Gast es asesora gastronómica. Su especialización es la gastronomía en organización de hoteles y restaurantes. Habla cuatro idiomas y enseña cocina, seguridad alimentaria y normas de servicio a la mesa. En ambas temporadas ha sido asesora gastronómica y jurado estable y, debido a su experiencia y capacidad, es la encargada de preparar y supervisar todos los desafíos.

### Jurado invitado
La segunda temporada de Cocineros al límite cuenta con los siguientes jurados invitados:

#### Alejandro Trepiana
El chef alejandro Trepiana nacido en Santiago de Chile , estudio cocina internacional en Inacap, escuela de hostelería egresando en el año 1990 y desde allí una ascendente carrera en Chile y en el extranjero argentina, Perú y Colombia

#### Claudia Saldarriaga
Claudia Saldarriaga, originaria de Bogotá, Colombia. Cocinera y pastelera, egresada del instituto Cordon Bleu, en París. Ha trabajado en restaurantes franceses, españoles y colombianos. Participó como especialista en el show Puro chef, para canal por cable Utilísima. Además, se ha entrenado como docente especial en la escuela de cocineros Gato Dumas.

#### Flavio Solórzano
Reconocido chef propulsor de las gastronomía de su país, Perú. Su experiencia, más que todo, se inició de modo natural y por herencia familiar. Su madre y abuela fueron las que más lo influyeron en su vocación culinaria. Flavio ha representado al Perú en variadas ocasiones y en diferentes festivales gastronómicos alrededor del mundo dejando su huella en diferentes institutos de gastronomía. En Utilísima, es uno de los conductores del programa Perú Fusión, donde prepara platos de la cocina peruana tradicional y de vanguardia.

#### Hiroshi Morimitsu
Oriundo de Colombia, se formó en Australia y se ha especializado en gastronomía mediterránea, oriental, peruana y cocina fusión. Esta experiencia la adquirió en tours gastronómicos por países como China, Corea, Japón, Perú, España, Colombia y Estados Unidos.

#### Margarita Bernal
Margarita Bernal es amante de la cocina y el mercadeo. Se diplomó en montaje y operación de restaurantes y ha trabajado como docente de gerencia de restaurantes y de marketing gastronómico en diferentes institutos de su país, Colombia. Ha participado en programas del canal por cable Utilísima, como Puro chef y Sabores de Familia, y, en el año 2010, tuvo su espacio radial con el programa El condimentario de Margarita.

#### Mario Pagán
Creció viendo a su madre preparar comida en la ciudad de San Juan. Ese pasado, enraizado en la cocina caribeña, creó en él una fuerte afinidad con la buena comida. Desde 1998 ha recibido varios premios Silver and Bronze Fork, en Puerto Rico. Actualmente es dueño de uno de los restaurantes más importantes de Puerto Rico, y, en televisión, llegó a la pantalla de Utilísima como chef del show Sabores de ensueño.

#### Santiago Giraldo
Santiago Giraldo es antropólogo de la Universidad de Chicago. Ha trabajado con la Global Heritage Foundation, en California. Siguió de cerca el patrimonio inmaterial de la cultura indígena a nivel nacional e internacional y se convirtió en uno de los abanderados de la conservación de las costumbres autóctonas.

## Primera temporada
La primera temporada comenzó  transmitirse el 14 de noviembre del 2010 hasta el 6 de febrero del año siguiente, teniendo como ganador del Master en Cocina en la escuela Le Cordon Blue, en Perú a Luciano Riotti, de Argentina.

### Lista de episodios
| N.º       | Emisión                  | ¿Qué pasó? | Eliminado                                                        |
| --------- | ------------------------ | --- | ---------------------------------------------------------------- |
| 01 (1-01) | 14 de noviembre del 2010 | Los hermanos Rausch conocen a sus pupilos, provenientes de varias partes de América Latina. El Equipo Rojo queda a cargo de Mark y el Azul a cargo de Jorge. Los concursantes se presentan mediante la preparación de un plato, los nervios los hacen cometer errores. Los mentores comienzan a familiarizarse con los jóvenes, reconociendo sus fortalezas y debilidades. | Ninguno.                                                         |
| 02 (1-02) | 21 de noviembre del 2010 | El primer reto de la primera temporada consiste en preparar una paella para 50 personas. El equipo de Mark prepara una paella valenciana, mientras que el equipo azul prepara una paella "Negra del mar". | Natalia Gerry (Equipo Rojo).                                     |
| 03 (1-03) | 28 de noviembre del 2010 | Ambos equipos deben preparar un plato fuerte que contenga como ingrediente principal al maíz. El plato de cada equipo debe ser para cinco personas: los tres jurados y ambos mentores. El tiempo máximo de preparación es de 40 minutos. | Karen Villegas (Equipo Azul).                                    |
| 04 (1-04) | 5 de diciembre del 2010  | En este reto los participantes deben usar toda su creatividad para afrontar uno de los retos más difíciles de la primera temporada: crear un plato inspirado en un género musical. El equipo Rojo debe preparar un plato fuerte, inspirado en el Hip-Hop, mientras que el Azul debe hacerlo inspirándose en el tango | Luis Alberto Mora (Equipo Azul).                                 |
| 05 (1-05) | 12 de diciembre del 2010 | Una de las cocinas más elogiadas gastronómicamente a nivel mundial es la cocina peruana. Ambos equipos deben preparan un plato de esta región, pero con una condición, no puede contener algún tipo de pescado o marisco, lo que dificulta el reto ya que la cocina del Perú tiene como base, generalmente, ambos ingredientes. | Diana Murguía (Equipo Azul).                                     |
| 06 (1-06) | 19 de diciembre del 2010 | Los hermanos Rausch deciden apostar en un juego de póquer a uno de sus muchachos. Para alivio del Equipo Azul, Jorge Rausch, gana la partida y trae a Gerardo Mussot a su equipo. Esta vez, los participantes se enfrentan al reto de la caja negra que esconde dos ingredientes difíciles de combinar. | Luis Miguel Moran (Equipo Rojo).                                 |
| 07 (1-07) | 26 de diciembre del 2010 | Los participantes se enfrentan a un reto pastelero, donde deben preparar un postre utilizando pasta filo, alguna variedad de queso y una fruta colombiana. | Carlos López (Equipo Azul).                                      |
| 08 (1-08) | 2 de enero del 2011      | Quedan sólo siete participantes y los Rausch proponen un reto individual. Cada uno de los muchachos tiene que preparar una sopa de pescado. Ambos hermanos prueban las sopas a ciegas y finalmente, en consenso, eligen la que menos les gustó. | Ligia Maciel García (Equipo Rojo).                               |
| 09 (1-09) | 9 de enero del 2011      | La cocina mediterránea es de las cocinas más variadas en el mundo, y esta vez los concursantes tendrán que cocinar platos característicos de dicha gastronomía. El equipo Rojo debe preparar un plato de la cocina marroquí, mientras que el Azul debe demostrar sus habilidades cocinando un plato de la cocina israelí. | Ronald Callejas (Equipo Azul).                                   |
| 10 (1-10) | 16 de enero del 2011     | El reto de este episodio es preparar un plato que tenga como ingrediente principal el Cuy, roedor que se come en algunas zonas de Colombia. Esta vez los hermanos Rausch también participan en la preparación. Mark y Jorge exponen sus platos a los jurados. | Luis Gerardo Mussot (Equipo Azul).                               |
| 11 (1-11) | 23 de enero del 2011     | Los participantes se enfrentan a una prueba individual: preparar un desayuno gourmet sin la guía de sus mentores. De esta manera los hermanos Rausch pueden dilucidar cuál de sus pupilos tiene más capacidades. | Felipe Fandiño (Equipo Rojo).                                    |
| 12 (1-12) | 30 de enero del 2011     | En este episodio se elige a los finalistas de la primera temporada mediante un plato fuerte que cada uno debe preparar. Hay un empate entre Joaquín Gómez, del equipo Rojo, y Santiago Amaya del equipo Azul, por lo que deberán disputarse individualmente en el episodio siguiente. | Empate.                                                          |
| 13 (1-13) | 6 de febrero del 2011    | El episodio final de Cocineros al Límite inicia con un impactante desempate entre Joaquín Gómez del equipo Rojo, y Santiago Amaya del equipo Azul, quien logra pasar a la final. Tres participantes se disputan el primer lugar, cada uno prepara un plato en donde expone sus mejores cualidades de chef. Al final, los jurados le otorgan a Santiago Amaya el tercer lugar, a Emanuela Ceballos el segundo, y dan como gran ganador de la primera temporada a Luciano Riotti. | Santiago Amaya (Tercer lugar) Emanuela Ceballos (Segundo lugar). |

### Participantes

#### Equipo Azul
| Nombre            | País de nacimiento | Experiencia laboral                                                                      | Biografía | Posición en el reality                   |
| ----------------- | ------------------ | ---------------------------------------------------------------------------------------- | --- | ---------------------------------------- |
| Santiago Amaya    | Colombia           | Pastelero en H. Sasson wok & Satay Bar                                                   | Es colombiano pero creció en Inglaterra, estudió gastronomía en el colegio de cocineros Gato Dumas, en Argentina. Trabajó como representante de atención al cliente en diferentes compañías hasta que el Gato Dumas le dio la oportunidad de trabajar para él como ayudante de panadería y pastelería. Practica Long Board y ama los deportes extremos. | Tercer lugar.                            |
| Emanuela Ceballos | Colombia           | Cocinera de cocina fría en Restaurante Lemaitre Terraza, Prácticas en Hotel Bogotá Royal | Emanuela estudió técnica en gastronomía y servicio de restaurantes en el colegio Lasalle College, en Bogotá. Con sólo 21 años es responsable de la cocina fría del restaurante Lemaitre Terraza. Maneja varios idiomas. | Segundo lugar.                           |
| Joaquín Gómez     | Argentina          | Cocinera de cocina fría en Restaurante Lemaitre Terraza, Prácticas en Hotel Bogotá Royal | Se especializa en línea caliente y cocina oriental. Estudió en el colegio de cocineros Gato Dumas, en Argentina, y se perfeccionó en pastelería moderna y clásica en Francia. Se define como un competidor fuerte y un líder nato. Fuera de la cocina practica polo.                                                                                    | Eliminado en el episodio 13 (Desempate). |
| Carlos López      | Venezuela          | Jefe de línea caliente en Bellini                                                        | Es un joven chef especialista en línea caliente y fría. Ha estudiado en Venezuela, su país de origen, Estados Unidos y Colombia, donde reside actualmente. Realizó cursos de administración, economía y liderazgo. Ha trabajado para el Bellini y el Ara Mix.                                                                                           | Eliminado en el episodio 07.             |
| Luis Alberto Mora | México             | Cocinero en Chef to go, Prácticas profesionales en Hotel Grand Aqua                      | Estudió la carrera de profesional asociado en gastronomía en el Instituto Tecnológico Restaurantero A.C. de México. Realizó prácticas profesionales en Hotel Grand Aqua. Actualmente trabaja como cocinero en Chef to go. Su hobby fuera de la cocina es la música. Toca piano, guitarra, batería y bajo.                                               | Eliminado en el episodio 04.             |
| Diana Murguía     | México             | Cocinera en Sunka Restaurante                                                            | Diana estudió gastronomía en el colegio Culinary Arts en México. Su especialización es la panadería y pastelería. Es una de las cocineras con menos experiencia gastronómica dentro del reality. En su tiempo libre practica boxeo y habla inglés y francés.                                                                                            | Eliminado en el episodio 05.             |
| Karen Villegas    | Colombia           | Auxiliar de cocina en TGI Friday's Colombia y Charlie's Roastbeef                        | Sigue la carrera de cocinero y pastelero en la Escuela Superior de Gastronomía Mariano Moreno. Ha trabajado como auxiliar de cocina en TGI Friday's, Colombia. Cree destacarse por su capacidad para trabajar bajo presión. Practica fútbol. | Eliminado en el episodio 03.             |

#### Equipo Rojo
| Nombre                | País de nacimiento | Experiencia laboral                                                                       | Biografía | Posición en el reality       |
| --------------------- | ------------------ | ----------------------------------------------------------------------------------------- | --- | ---------------------------- |
| Ronald Callejas       | Colombia           | Primer cocinero en L'incontro Ristorante y Tierra y Mar                                   | Es técnico laboral en cocina y gastronomía de la Fundación Universitaria del Área Andina, Colombia. Antes de pisar una cocina pasó por la avicultura orgánica. Se define como una persona valiente e introspectiva. Practica escalada y le gustan los deportes. | Eliminado en el episodio 09. |
| Felipe Fandiño        | Colombia           | Chef en Restaurante Tastar, Cocinero en Restaurante Astrid y Gastón                       | Se graduó en técnicas culinarias y cocina peruana. Estudió montaje y gerencia de restaurante en la academia de cocina Mariano Moreno y administración profesional de cocina en la Universidad de Colombia. Entre 2003 y 2004 se desempeñó como cocinero en el restaurante Astrid y Gastón y en el restaurante Di Lucca. En 2009 se ganó el puesto de Chef en el Tastar. | Eliminado en el episodio 11. |
| Jessica Natalia Gerry | Argentina          | Pastelería en Hotel presidente y Quinta los ciervos                                       | Estudió nutrición y realizó cursos de cocina coreana, jamaiquina, historia de la gastronomía y pastelería. Trabajó como vendedora de productos alimenticios, indumentaria y en atención al público, hasta obtener su primer empleo destacado como cocinera en el Hotel Presidente, en Argentina. Actualmente se ocupa de la pastelería en una empresa de eventos.       | Eliminado en el episodio 02. |
| Ligia García          | México             | Prácticas profesionales en Hotel Camino Real                                              | Habla inglés, francés y algo de alemán. Actualmente realiza prácticas profesionales en Hotel Camino Real. Cuando no está en la cocina, hace ejercicio y toca el saxofón. Es licenciada en gastronomía de la Universidad Anáhuac México Sur. | Eliminado en el episodio 08. |
| Luis Morán            | Colombia           | Encargado en Bogota Beer Company, Supervisor de campañas publicitarias.                   | Estudió gastronomía en el colegio de cocineros Gato Dumas y marketing en la Universidad Sergio Arboleda. Supervisó campañas publicitarias y manejó las barras de los bares más importantes de Bogotá. | Eliminado en el episodio 06. |
| Luis Mussot           | México             | Auxiliar de cocina en Hotel Radisson Flamingos y Organizador de eventos en Eventos Mussot | Se especializa en cocina fría y caliente, desayunos y buffet, estudió en el Colegio Superior de Gastronomía y en el Instituto Romera de México. Fuera de la cocina se entrena en el gimnasio para mantener el cuerpo ejercitado. | Eliminado en el episodio 10. |
| Luciano Riotti        | Argentina          | Jefe de cocina en John John y Suchi Club                                                  | Luciano estudió gastronomía en el Instituto Argentino de Gastronomía (I.A.G). Actualmente es jefe de cocina en John John. Trabajó en Sushi-Club, Lulus Bar Thai Food y Hannha Resto-Lounge. Lejos de las hornallas practica kitesurf y se conecta con la música a través de su banda.                                                                                   | Ganador.                     |

### Intercambios
- En el episodio 6 los mentores se enfrentan en una partida de póquer, apostando a uno de sus muchachos. Gana el mentor del Equipo Azul, Jorge Rausch, y trae al equipo azul a Luis Mussot.
- En el episodio 10, para nivelar a los equipos, Jorge y Mark Rausch se enfrentan en un duelo de aromas: si Mark gana tendrá derecho a escoger al participante que quiera del equipo Azul. En caso contrario, Jorge dispondrá quién se va de su equipo. Finalmente la prueba la gana Mark y Joaquín Gómez pasa a ser del Equipo Rojo.

## Segunda temporada
La transmisión de la segunda temporada comenzó a transmitirse el 18 de septiembre del 2011. Hasta el momento, seis personas han sido eliminadas.

### Lista de episodios
| N.º       | Emisión                   | ¿Qué pasó? | Eliminado                                                            |
| --------- | ------------------------- | --- | -------------------------------------------------------------------- |
| 14 (2-01) | 18 de septiembre del 2011 | En este episodio, llamado Cocina de autor, los participantes se conocen y se dividen en equipos. El reto consiste en preparar un plato para sus mentores, así estos pueden evaluar sus debilidades y destrezas. La angustia y presión comienzan a sentirse. | Ninguno.                                                             |
| 15 (2-02) | 25 de septiembre del 2011 | En el segundo episodio de la segunda temporada, llamado Cocinando para 100 personas, el reto trata en preparar un menú para 100 personas, basado en una lista de ingredientes dados por Silvia. Resultando como perdedor el Equipo Azul. | Juan Carlos Ponce (Equipo Azul).                                     |
| 16 (2-03) | 2 de octubre del 2011     | El desafío, en este episodio, llamado Ingrediente único, consiste en trabajar con un producto: el arroz. Ambos equipos deben idear una entrada, plato principal y postre con el ingrediente anteriormente dicho. Resulta perdedor el Equipo Rojo. | Omar Díaz (Equipo Rojo).                                             |
| 17 (2-04) | 9 de octubre del 2011     | Un reto individual, en este cuarto capítulo llamado Cocina con tallos y bulbos, en donde cada participante debe idear una entrada y plato fuerte, basándose en tallos y bulbos. La gran sorpresa es que en este episodio, a diferencia del resto, los mentores no escogen a los nominados; sino que la eliminación es decisión directa del jurado. El participante que sale es Chantal Fadul. | Chanthal Fadul (Equipo Azul).                                        |
| 18 (2-05) | 16 de octubre del 2011    | Este episodio, llamado Carne silvestre, tiene como reto preparar carne de avestruz, y servirla con una salsa dulce y una salada. El nivel de exigencia aumenta y los mentores no admiten errores. En esta ocasión, el Equipo que pierde un miembro es el Rojo. | Rafael Vázquez (Equipo Rojo).                                        |
| 19 (2-06) | 23 de octubre del 2011    | El sexto episodio de la segunda temporada se llama El encuentro de dos mundos, y en él, el desafío consiste en usar el chocolate y, además, unirlo con el pescado. La originalidad será determinante a la ora de decidir qué equipo es ganador; sin embargo, se define un empate y ninguno es eliminado en este episodio. | Empate.                                                              |
| 20 (2-07) | 30 de octubre del 2011    | Los nominados empatados, se enfrentan en un rato individual. Leonardo Olarte no supera el desafío y abandona el equipo rojo. En este episodio, llamado Cocina asiática, las cocinas vietnamita y coreana son las protagonistas. Al final del día, Michar Peña es eliminado. Hiroshi Morimitsu y Claudia Saldarriaga integraron el jurado. | Leonardo Olarte (Equipo Rojo) (Desempate) Michar Peña (Equipo Azul). |
| 21 (2-08) | 6 de noviembre del 2011   | En este episodio, llamado Pastelería, los concursantes deben elaborar un postre que no lleve huevo, usar una masa de harina de maíz e incorporar la fruta amazónica copoazul. En este episodio, los participantes se mezclaron al azar: un concursante del Equipo Azul cocina con uno del Equipo Rojo. El Equipo Azul pierde a uno de sus integrantes: Julio Pamplona. | Julio Pamplona (Equipo Azul).                                        |
| 22 (2-09) | 13 de noviembre del 2011  | El desafío del episodio se llama Cocina latinoamericana y, antes de presentarse el desafío del día, los mentores se enfrentan en un juego que requiere concentración y pulso. Mark gana y, por eso, tiene el derecho de elegir a quién despide en su equipo. De este modo, Bettina pasa a ser parte del azul. El desafío del día consiste en la elaboración individual de un plato típico del lugar del que provienen. Cuando los chefs están listos para cocinar, Silvia les comunica que no van a cocinar su plato sino el del compañero que está a su derecha. Los mentores definen los eliminados sin nominación previa. Cada equipo pierde un chef. | Mariano Yanzi (Equipo Azul) Francia Zmutt (Equipo Rojo)              |
| 23 (2-10) | 20 de noviembre del 2011  | En este desafío, llamado Prueba de colores, cada grupo debe trabajar con dos colores. Al azar, cada uno de los mentores obtiene los que le corresponden a su equipo, para cada plato: entrada y plato fuerte. En una mesa encuentran ingredientes con los colores asignados: amarillo, verde, rojo y morado. La creatividad, la presentación y la combinación de colores son claves. El Equipo Rojo pierde el desafío. | Samira Rueda (Equipo Rojo)                                           |
| 24 (2-11) | 27 de noviembre del 2011  | En este episodio llega la última prueba individual en la que los concursantes deben tomar una langosta viva y preparar con ella un plato fuerte. El objetivo consiste en demostrar cuánto han aprendido en estas semanas. La técnica y la forma de preparar las langostas son determinantes para acercarse a la final. El episodio se llamó Langosta Caribeña | Raúl García (Equipo Azul)                                            |
| 25 (2-12) | 4 de diciembre del 2011   | Sin transmitirse | Sin transmitirse                                                     |
| 26 (2-13) | 11 de diciembre del 2011  | Sin transmitirse | Sin transmitirse                                                     |

### Participantes

#### Equipo Azul
| Nombre            | País de nacimiento | Biografía | Posición en el reality       |
| ----------------- | ------------------ | --- | ---------------------------- |
| Michar Peña       | Cuba               | Es cubano, tiene 33 años. Se considera un aventurero, casi un trotamundos. Se presenta como un competidor fuerte, que generará envidia en el resto de sus compañeros. Ve a la cocina como un arte, pero sabe que para triunfar se necesita efectividad y practicidad. Uno de los motivos que lo impulsó a participar en el reality.       | Eliminado en el episodio 07. |
| Julio Pamplona    | Colombia           | Colombiano, ama la cocina y considera que su platos son una obra de arte. Es el más joven del grupo, por lo que, también, es el menos experimentado. Es bueno en la parrilla y tiene habilidad en corte de carnes. Quiere ganar y representar a su país.                                                                                  | Eliminado en el episodio 08. |
| Mariano Yanzi     | Argentina          | Tiene 31 años y es oriundo de Argentina. Es cocinero de profesión y rockero por vocación; se define como estricto y temperamental. Cree que su alma de líder será una herramienta clave en la competencia. | Eliminado en el episodio 09. |
| Alejandra Santos  | México             | Alejandra Santos, mexicana de 21 años, se destaca en la pastelería, piensa que el amor con el que trabaja es su principal talento culinario. Confiesa haber tenido problemas a la hora de liderar equipos, y tiene una actitud arrogante que podría traerle más de un problema en la competencia.                                         | GANADORA del Certamen.       |
| Raúl García       | México             | Chef, mexicano, especializado en cocina caliente. Se define como explosivo y agresivo; identificándose con la puntualidad y responsabilidad, y no tolera a las personas lentas o irresponsables. Para la competencia, cree poder adaptarse a cualquier desafío o a sus compañeros. Le gusta el nivel de exigencia de los hermanos Rausch. | Eliminado en el episodio 11. |
| Juan Carlos Ponce | Puerto Rico        | Se formó en Italia, especializándose en pescados y cocina internacional. Para la competencia se presenta como sarcástico y competitivo; aunque fuera de la cocina es quien tiene mejor humor. Piensa que su principal defecto es ser desorganizado y desordenado. Ha estudiado también, además, arquitectura y artes plásticas.           | Eliminado en el episodio 02. |
| Chanthal Fadul    | Colombia           | Oriunda de Colombia, tiene 22 años y poca experiencia laboral: lo que, piensa, puede jugarle en su contra en la competencia. Es intolerante ante los errores y no soporta la lentitud; busca conocer nuevas técnicas y aprender a trabajar en equipo.                                                                                     | Eliminado en el episodio 04. |

#### Equipo Rojo
| Nombre             | País de nacimiento   | Biografía | Posición en el reality                   |
| ------------------ | -------------------- | --- | ---------------------------------------- |
| Samira Rueda       | Colombia             | Tiene 24 años. Es oriunda de Colombia, y, aunque creció allí, tiene problemas con la comida criolla. Se destaca por su creatividad y perseverancia; aunque se reconoce vanidosa y piensa que esto podría traerle problemas con sus compañeros. Quiere ganar y va a aprovechar sus capacidad de aprendizaje. | Eliminada en el episodio 10.             |
| Leonardo Olarte    | Colombia             | Chef colombiano de 21 años. Se considera espontáneo, alegre y divertido. En la competencia, no está del todo seguro saber dominar el trabajo bajo presión. Tiene habilidades para la cocina dulce. Busca la superación personal y cree que de esta experiencia tiene mucho que aprender. | Eliminado en el episodio 07 (Desempate). |
| Francia Zmutt      | Argentina            | Cuenta con 29 años. Es el egocéntrico del grupo. Es panadero y pastelero de cuna, se formó en Argentina y México, y piensa que la perseverancia lo ha hecho llegar al lugar en donde está. Busca el contacto con otras culturas y cocinas, para así poder nutrirse de ellas al máximo. Se define como aventurero. | Eliminada en el episodio 09.             |
| Juan José González | México               | Juan José González es mexicano y tiene 24 años. Busca posicionarse como líder positivo dentro de la competencia debido a su cara de niño bueno y carisma. Aunque sus actitudes ofensivas y despectivas, podrían colocarlo en un lugar muy negativo. Su sueño es tener un programa de tv y aprovechará el reality para dar a conocer sus habilidades. Es bueno en la parrilla y cocina caliente, pero la pastelería es su talón de Aquiles. | Sigue en competencia.                    |
| Rafael Vázquez     | México               | Rafael Vázquez tiene 26 años. Proveniente de México, se especializa en la cocina fusión y mediterránea, considerándose a sí mismo un chef alternativo. No es bueno en la pastelería, pero es creativo e ingenioso. Le cuesta integrarse a equipos de trabajo y es cerrado a la hora de relacionarse con gente desconocida. Viene a ganar y hará lo que sea necesario para ello.                                                            | Eliminado en el episodio 05.             |
| Bettina Garrido    | República Dominicana | Dominicana, estudió cocina para aplicarla a la medicina; hace yoga y toca la guitarra. Le cuesta asimilar las críticas: cree que necesita aprender a comunicarse mejor con su equipo de trabajo, para así poder ser una gran chef. Es trabajadora y su principal fuerte es la comida sana. Es tranquila; no le gustan los conflictos ni las peleas.                                                                                        | Siguen en competencia.                   |
| Omar Díaz          | Puerto Rico          | Chef nacido en Puerto Rico, es tranquilo, respetuoso y se adapta muy bien al trabajo en equipo. Es el que se la lleva bien con todos en el equipo; es sumiso y pasivo. Cocina desde los 15 años; pero la mayoría de su formación ha sido de manera empírica, así que podría tener problemas a la hora de manejar conceptos técnicos. | Eliminado en el episodio 03.             |